# Unjha
Unjha là một thành phố và khu đô thị của quận Mahesana thuộc bang Gujarat, Ấn Độ.

## Địa lý
Unjha có vị trí 23°48′B 72°24′Đ / 23,8°B 72,4°Đ Nó có độ cao trung bình là 111 mét (364 feet).

## Nhân khẩu
Theo điều tra dân số năm 2001 của Ấn Độ, Unjha có dân số 53.868 người. Phái nam chiếm 53% tổng số dân và phái nữ chiếm 47%. Unjha có tỷ lệ 77% biết đọc biết viết, cao hơn tỷ lệ trung bình toàn quốc là 59,5%: tỷ lệ cho phái nam là 80%, và tỷ lệ cho phái nữ là 73%. Tại Unjha, 10% dân số nhỏ hơn 6 tuổi.